# Warza
Warza est une ancienne commune allemande de l'arrondissement de Gotha en Thuringe, faisant partie de la communauté d'administration Mittleres Nessetal.

## Géographie

Situation de la commune (en rouge) dans l'arrondissement de Gotha

Warza est située au nord de l'arrondissement, à 6 km au nord de Gotha, le chef-lieu de l'arrondissement.
Warza appartient à la communauté d'administration Mittleres Nessetal (Verwaltungsgemeinschaft Mittleres Nessetal).
Communes limitrophes (en commençant par le nord et dans le sens des aiguilles d'une montre) : Westhausen, Bufleben, Remstädt, Goldbach et Hochheim.

## Histoire
La première mention du village date de 822 sous le nom de Villa Urze.
L'épidémie de peste de 1597 causa le décès des trois-quarts des habitants du village qui eut à subir de nouvelles épidémies en 1625 puis en 1635-1637.
Warza a fait partie du duché de Saxe-Cobourg-Gotha (cercle de Gotha). En 1890, le village est relié au réseau ferrée par la ligne du Nessebahn. Cette ligne sera démontée en 1947 par les Soviétiques au titre des réparations de guerre.
En 1922, après la création du land de Thuringe, Remstädt est intégrée au nouvel arrondissement de Gotha avant de rejoindre le district d'Erfurt en 1949 pendant la période de la République démocratique allemande jusqu'en 1990.

## Démographie
| 1910 | 1933 | 1939 | 1995 | 2000 | 2005 | 2010 |
| ---- | ---- | ---- | ---- | ---- | ---- | ---- |
| 545  | 636  | 730  | 693  | 792  | 753  | 714  |

## Communications
La commune est traversée par la route nationale B247 Gotha-Bad Langensalza et par la L2123 Goldbach-Bufleben.